# Cornwall et Stormont
Pour les articles homonymes, voir Cornwall et Stormont.
Cornwall et Stormont fut une circonscription électorale fédérale de l'Ontario, représentée de 1882 à 1904.
La circonscription de Cornwall et Stormont a été créée en 1882 par la fusion des circonscriptions de Cornwall et de Stormont. Abolie en 1903, elle fut intégrée à la circonscription de Stormont.

## Géographie
En 1882, la circonscription de Cornwall et Stormont comprenait :
- la ville de Cornwall ;
- les cantons de Cornwall, Osnabruck, Finch et Roxborough.

## Députés
1. 1882-1896 — Darby Bergin, L-C
2. 1896-1900 — John Goodall Snetsinger, PLC
3. 1900-1904 — Robert A. Pringle, CON

- CON = Parti conservateur du Canada (ancien)
- L-C = Parti libéral-conservateur
- PLC = Parti libéral du Canada